# 李宗霖 (政治人物)
李宗霖（1987年10月13日—），臺灣無黨籍政治人物。生於臺南市，現任臺南市議會議員。前為台灣基進黨員，曾任基進側翼組織部主任、台灣基進中央執行委員、台灣基進台南黨部主任委員。

## 早年
李宗霖出生於臺南市，就讀崇學國小、復興國中、台南一中，並擁有國立成功大學建築學系學士學位。
李宗霖2014年參與太陽花學運，24日清晨行政院前和平靜坐時遭警方強勢清場時受傷，「身穿3件衣服卻仍有嚴重擦傷，左下巴附近有稍微擦傷，眼鏡亦被推擠掉而使得左臉頰及眼睛下緣有部分擦傷，拖行中更有不知名員警趁亂踢擊伊胸部，造成左胸瘀青、右肩擦傷多處、左手擦傷、左側臉頰擦傷等」。事後李宗霖隨同當日「324行政院驅離事件」中受傷的民眾向法院提出國賠和自訴，由民間司法改革基金會的義務律師林建宏等人共同協助，全案二審之後判台北市警局應給付部分原告共110多萬元 ，但行政調查結果無人遭刑事或行政咎責。

## 政治生涯

### 台灣基進
2015年，李宗霖接觸台灣基進。他在2018年時以基進黨參選台南市議員，落選。
2019年李宗霖擔任台灣基進台南地方黨部主委，歷經罷韓、帶領黨部衝刺2020立委選戰的政黨票 、以及2021臺中市第二選舉區反惡罷和公投案。他同時也關注反送中運動，聲援香港人。
2022年，李宗霖再次參選台南市議員並當選。
2025年6月25日，李宗霖宣布退出台灣基進，向中央通訊社表明2026年九合一選舉將以無黨籍競選連任，不會加入民主進步黨。

### 爭議言論
2022年7月17日晚，台灣基進新聞輿情部主任兼高雄市議員候選人張博洋在社群媒體發文暗諷，民進黨新北市市長候選人林佳龍把恩恩事件跟自己的選舉結合，「我真的不知道這種人腦袋都裝什麼」；遭部分民進黨支持者抗議後，張博洋再發了千字文替自己解釋。豈料，網上流傳台灣基進黨內LINE群組的對話紀錄，張博洋表示自己不會向林佳龍道歉，並認為林佳龍說的話很噁心；群組成員、台灣基進政策部專員林靖堂說「以後民進黨的事，要盡量等民進黨自爆了再談」，此張截圖流出後引來更多民進黨支持者不滿。18日早，張博洋與台灣基進皆於臉書發文道歉；當日下午，台灣基進發出聲明表示，解除張博洋黨職、林靖堂調離現職，未來持續加強黨內幹部訓練。
國民黨高雄市議員候選人白喬茵見狀，即捐贈新台幣1450元予張博洋競選募款帳戶「幫他紀念從此刻開始正式解除民進黨的側翼任務」，並批評台灣基進「民進黨只叫你道歉，基進黨自己加碼下跪以表忠誠」。但隨後網友留言質疑，根據《政治獻金法》第7條，同一種選舉的擬參選人不能互相捐贈政治獻金，捐贈者會被罰捐贈金額的2倍以下罰鍰；白喬茵於是在留言處改口說自己是在反串，還要求張博洋「記得把錢還給我」。台灣基進台南黨部主任委員兼台南市議員候選人李宗霖表示「協調把這個金額退回或捐出」，並宣稱「民進黨執政的民主才讓台灣有了言論自由」、「基進造成的錯誤不需要統派來製造更多嫌隙」，並感謝林佳龍及民進黨對台灣基進的包容。
台灣教授協會執行委員會南區執行委員兼台灣轉型正義協會理事周以正於7月19日批評，李宗霖宣稱民進黨執政才讓台灣有了言論自由，這才是顛倒黑白，因為「鄭南榕為了100%言論自由而犧牲」、「鄭南榕之前還有更多為了言論自由被白色恐怖迫害的台灣人」。台灣民眾黨在7月22日發文回應李宗霖，表示「一句話盡顯綠營的傲慢與專制。言論自由是憲法保障的人權，是先賢先烈前仆後繼爭取而來，絕非一人、一黨、一派所施捨」。李宗霖無回應。

## 選舉紀錄
| 年度 | 選舉屆數             | 選舉區           | 所屬政黨 | 得票數 | 得票率 | 當選標記 | 備註 |
| ---- | -------------------- | ---------------- | -------- | ------ | ------ | -------- | ---- |
| 2018 | 第三屆臺南市議員選舉 | 臺南市第十選舉區 | 基進黨   | 6,703  | 7.68%  |          |      |
| 2022 | 第四屆臺南市議員選舉 | 臺南市第十選舉區 | 台灣基進 | 8,484  | 10.45% |          |      |

## 外部連結
- 李宗霖的Facebook專頁